# 阿蘇市立阿蘇西小学校
阿蘇市立阿蘇西小学校（あそしりつあそにししょうがっこう）は、熊本県阿蘇市的石にある小学校。

## 沿革
永水小学校
- 1873年（明治6年）4月 - 永草・赤水に小学校創設。
- 1892年（明治25年）6月 - 永草尋常小学校と赤水尋常小学校が合併し永水尋常小学校となる。
- 1894年（明治27年） - 市ノ川に校舎新築。車帰に分教場設置。
- 1908年（明治41年） - 高等科併設。
- 1912年（明治45年） - 宮山に改築移転。
- 1941年（昭和16年）4月 - 永水国民学校と改称。
- 1947年（昭和22年）4月 - 永水村立永水小学校と改称。
- 1954年（昭和29年）4月 - 阿蘇町立永水小学校と改称。

尾ヶ石西部小学校
- 1875年（明治8年）4月 - 的石中組に公立的石小学校創設。
- 1886年（明治19年）3月 - 尾ヶ石西部簡易科教場と改称。
- 1887年（明治20年） - 赤水尋常小学校へ合併
- 1892年（明治25年）6月 - 分離し尾ヶ石西部尋常小学校と改称。
- 1934年（昭和9年）4月 - 現在地に改築移転。
- 1941年（昭和16年）4月 - 尾ヶ石西部国民学校と改称。
- 1947年（昭和22年）4月 - 尾ヶ石村立尾ヶ石西部小学校と改称。
- 1949年（昭和24年）4月 - 端辺に黎明分校設置。
- 1954年（昭和29年）4月 - 阿蘇町立尾ヶ石西部小学校と改称。
- 1956年（昭和31年） - 黎明分校休校。

阿蘇西小学校
- 1970年（昭和45年）4月 - 永水小学校と尾ヶ石西部小学校が合併し阿蘇町立阿蘇西小学校となる。永水校舎、尾ヶ石西部校舎設置。
- 1972年（昭和47年）4月 - 大字的石1494番地に新校舎落成。実質統合。
- 2005年（平成17年）2月 - 阿蘇市立阿蘇西小学校と改称。
- 2016年（平成28年）4月 - 阿蘇市立尾ヶ石東部小学校を統合。